# Dalius Čekuolis
Dalius Čekuolis (ur. 29 marca 1959) – litewski dyplomata, od 2006 ambasador Republiki Litewskiej przy Narodach Zjednoczonych, przewodniczący Rady Gospodarczej i Społecznej ONZ.

## Życiorys
W 1982 ukończył studia w MGIMO. W latach 80. pracował w Ministerstwie Spraw Zagranicznych Litewskiej SRR oraz w Ambasadzie ZSRR w Gwinei.
W 1990 stanął na czele Departamentu Prasowo-Informacyjnego Ministerstwa Spraw Zagranicznych odrodzonej Litwy. W 1991 został kierownikiem litewskiego biura informacyjnego w Kopenhadze, a rok później objął funkcję ambasadora nadzwyczajnego i pełnomocnego w Danii, Norwegii i Islandii. Od 1994 do 1998 reprezentował kraj przy królu Belgów, królowej Niderlandów i Wielkim Księciu Luksemburga, był również ambasadorem przy NATO i Unii Zachodnioeuropejskiej.
W latach 1998–1999 pełnił funkcję przewodniczącego Komitetu Wysokich Urzędników Rady Państw Morza Bałtyckiego. W 1999 objął placówkę dyplomatyczną w Lizbonie, w której ambasadorem był do 2004. Po wyborach z 2004 mianowano go sekretarzem Ministerstwa Spraw Zagranicznych odpowiedzialnym za kwestie bezpieczeństwa.
2 marca 2006 został stałym przedstawicielem Litwy przy Narodach Zjednoczonych. 23 marca tego samego wybrano go wiceprzewodniczącym Rady Gospodarczo-Społecznej ONZ jako kontynuatora misji Gedeminasa Šerkšnysa, a 17 stycznia 2007 objął roczne przewodnictwo nad Radą.